# Akaziite (Burgas)

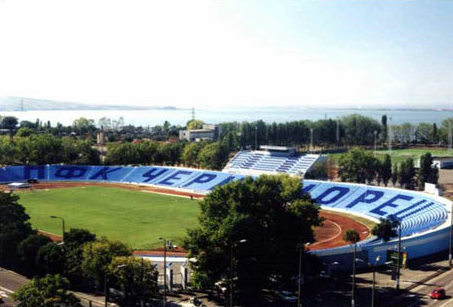
Das Tschernomorez-Stadion und der Burgassee im Hintergrund

Akaziite (auch Akatsijte geschrieben, bulgarisch Акациите) ist ein kleineres Wohnviertel der bulgarischen Schwarzmeerstadt Burgas.
Akaziite liegt auf der Nehrung Kumluka inmitten der Industriezone Süd. Im Osten liegt das Hafenareal und das Schwarze Meer. Im Westen grenzt das Viertel mit der Schnellstraße nach Sosopol und Istanbul an den Burgassee. Das Viertel ist im Norden vom Zentrum der Stadt und vom Bezirk Wasraschdane durch den Abfluss des Burgassees und die Eisenbahnlinie Burgas-Sofia getrennt. Akaziite entstand im Zuge der Industrialisierung von Burgas. Zunächst siedelten sich dort Hafenarbeiter und Wasserträger an, die Wasser aus den Süßwasserquellen zwischen dem heutigen Viertel Akacijte und Pobeda in die Innenstadt schleppten. Später wurden dort mehrere Fabriken angesiedelt. Der Großteil der Bevölkerung waren bulgarischen Flüchtlingen aus Ost- und Westthrakien (thrakische Bulgaren) und Mazedonien (makedonische Bulgaren). 1926 wurde die Siedlung im Regulierungsplan der Stadt Burgas aufgenommen.
Im nördlichen Teil des Viertels befindet sich das Tschernomorez-Stadion des FC Tschernomorez Burgas und die Seemannsschule. Im Zentrum des Viertels liegt die Schreinerei- und Holzverarbeitungsschule und der kleine Park „Akaziite“.
Koordinaten: 42° 29′ N, 27° 27′ O